# Навяхване
Навяхването е травма на меките тъкани на лигамента в ставата. Обикновено възниква вследствие на рязко движение, което принуждава ставата да надхвърли своя функционален обхват на движение. Лигаментът е здрава нееластична тъкан, съставена от колаген, която свързва две или повече кости, образувайки става. Той е важен за стабилността на ставата и за чувството на проприоцепция (усещането за позиция и движение на тялото). Навяхванията могат да бъдат леки (първа степен), средни (втора степен) и тежки (трета степен), като последните два типа включват разкъсване на лигамента. Този тип травма може да се причини във всяка става, но най-често се среща при глезена, коляното и китката. Подобна травма в мускулната тъкан или сухожилието се нарича разтежение.
Повечето от навяхванията при хората са леки и водят до лек оток и посиняване, като могат да се излекуват чрез почивка, полагане на лед на болното място, компресия и повдигане на крайника. По-тежките навяхвания включват разкъсване на тъканта, което често води до нестабилност на ставата, силна болка и намалена свобода на движение. Това обикновено налага лечение чрез по-дълга имобилизация и физиотерапия.

## Симптоми
- Болка
- Оток
- Хематом
- Нестабилност на ставата
- Намалена свобода на движение
- При разкъсване на лигамента е възможно да се чуе изпукване в момента на травмирането[4]